# Guarantã do Norte
Guarantã do Norte is een gemeente in de Braziliaanse deelstaat Mato Grosso. De gemeente telt 32.142 inwoners (schatting 2009).